# سلسلة جبال الطيف
تعد سلسلة جبال الطيف الذي كان يُعرف سابقًا بجبال الطيف وجبال قوس قزح، منطقة فرعية من تاهلتان هايلاند في دولة ستيكين شمال غرب كولومبيا البريطانية على بعد 20/ كم غرب طريق ستيوارت-كاسيار السريع، جنوب جبل إدزيزا وشمال هضبة بحيرة القطب الشمالي. تقع سلسلة جبال الطيف داخل حديقة Mount Edziza الإقليمية. النطاق مجمد قليلاً، مقارنة بسلاسل الجبال الأخرى إلى الغرب. يمكن الوصول إليها فقط سيراً على الأقدام أو عن طريق طائرات الهليكوبتر، لا توجد طرق للوصول إلى سلسلة الجبال.

## خصائص جغرافيه
مثل قوس قزح و Itcha-Ilgachuz   في الطرف الغربي من هضبة Chilcotin في أقصى الجنوب، اسم السلسلة الجبليه مشتق من الألوان الرائعة التي هي أعراض من التمعدن الثقيل الذي يتكون من المادة التي تشكل السلسلة الجبليه.
سلسلة جبال الطيف هي واحده من أربعة براكين طبقية كبيرة تتكون من مجمع جبل إدزيزا البركاني. قبة الحمم البركانية في الغالب فوق بركان الدرع القاعدي. سلسلة الجبال في العصر البليوسيني وفي الجناح الجنوبي الغربي يحتوي على مخاريط ذو علاقة بالعصر البليوسيني تحت الجليدية وشبه الجوفية ويحتوي الجانب الشمالي الغربي والجنوب الغربي على مخاريط هولوسينية حرارية وتدفقات الحمم البركانية. يمكن أن تكون الميزة الأحدث في المجمع البركاني "The Ash Pit" حفرة الرماد وهي فوهة بركانية غير نشطة تقع في سلسلة جبال الطيف في كولومبيا البريطانية كندا.

## البراكين
تشتمل البراكين التي تتألف منها سلسلة جبال الطيف على مايلي:
- ناهتا كون
- حفرة الرماد
- فوضى البحيرة
- تل آوتكاست
- تل ذا
- تل سورس
- تل تاديخو
- سلسلة جبال ويتالث
- تل اكسيل
- قبة حمم بركانية
- قمة اسكوت
- بركان يادا بييك

## روابط خارجية
- موسوعة الجبال الكندية